# Carlo Paalam
Carlo Paalam est un boxeur amateur philippin né le 16 juillet 1998 à Talakag, sur l'île de Mindanao.

## Carrière
Il grandit à Cagayan de Oro où il travailla dans une déchèterie avant commencer la boxe.
Paalam remporte une médaille de bronze aux Jeux asiatiques de 2018 et l'or aux Jeux d'Asie du Sud-Est de 2019 organisés à New Clark City aux Philippines. Il se qualifie pour les Jeux Olympiques de Tokyo 2020 et y gagne une médaille d'argent.
Il est nommé porte-drapeau de la délégation philippin aux Jeux olympiques de 2024.

## Palmarès

### Jeux olympiques
- Médaille d'argent en poids mouches en 2021 à Tokyo, Japon

### Jeux asiatiques
- Médaille de bronze en poids mouches en 2018 à Jakarta, Indonésie.

### Jeux d'Asie du Sud-Est
- Médaille d'or en poids mouches en 2019 à New Clark City, Philippines.

## Référence
1. ↑  (en) « FAST FACTS: Who is Olympic medalist Carlo Paalam? », sur Rappler (consulté le 12 août 2021)
2. ↑  (en) « Nesthy Petecio, Carlo Paalam named PH flag-bearers for Paris Games », sur news.abs-cbn.com, 17 juin 2024 (consulté le 6 juillet 2024)